# Cirurgia general i de l'aparell digestiu
La cirurgia general abraça les operacions del tracte gastrointestinal, via biliar, melsa, pàncrees, fetge, del recte i la mama així com les hèrnies de la paret abdominal. Així mateix inclou la cirurgia de la glàndula tiroide i estructures relacionades. En aquestes àrees de la cirurgia no es precisa un especialista encara que el cirurgià general pot especialitzar-se en alguna d'elles. Tanmateix, això no és igual en tots els països. En alguns és considerat una especialitat més i s'entén per superespecializació la verticalització en una de les seves branques quirúrgiques. L'especialitat requereix grans coneixements tant clínics com habilitats manuals. La majoria de les intervencions de cirurgia general requereixen instruments similars llevat dels procediments rectals, mamaris i tiroïdals, que precisen instruments més especialitzats.
Cirurgia general i digestiva